# Ammathi, Virajpet
Ammathi là một làng thuộc tehsil Virajpet, huyện Kodagu, bang Karnataka, Ấn Độ.